# Pseudancistrus kwinti
Pseudancistrus kwinti är en fiskart som beskrevs av Willink, Mol och Chernoff 2010. Pseudancistrus kwinti ingår i släktet Pseudancistrus och familjen Loricariidae. Inga underarter finns listade i Catalogue of Life.